# Eridolius ermolenkoi
Eridolius ermolenkoi là một loài tò vò trong họ Ichneumonidae.